# Hideya Tawada
Hideya Tawada (多和田任益 Đa Hòa Điền Nhậm Ích, sinh ngày 5 tháng 11 năm 1993 ở tỉnh Osaka) là một diễn viên và người mẫu Nhật Bản được đại diện bởi hãng GVjp. Anh đã đóng vai trong Kinji Takigawa (Starninger) trong loạt phim truyền bình năm 2015 Super Sentai tựa Shuriken Sentai Ninninger.

## Tiểu sử
Tawada đã giành được giải đặc biệt tại buổi thử giọng mẫu của Fineboys. năm 2010. Từ năm 2012, Tawada vào vai Kunimitsu Tezuka trong Musical Prince of Tennis Mùa giải 2.. Từ tháng 4 năm 2015, anh đóng vai Kinji Takigawa / Starninger trong series Super Sentai lần thứ 39 Shuriken Sentai Ninninger.

## Danh sách phim

### Phim truyền hình
| Năm  | Tựa                       | Vai                                  | Hệ thống | Ghi chú |
| ---- | ------------------------- | ------------------------------------ | -------- | ------- |
| 2015 | Shuriken Sentai Ninninger | Kinji Takigawa/Starninger            | TV Asahi |         |
| 2019 | Kamen Rider Zi O          | Kagura Rentarou/ Kamen Rider Shinobi |          |         |

### Phim
| Năm  | Tựa                                                                             | Vai                       | Ghi chú |
| ---- | ------------------------------------------------------------------------------- | ------------------------- | ------- |
| 2012 | The Boy Inside                                                                  |                           |         |
| 2015 | Shuriken Sentai Ninninger the Movie: The Dinosaur Lord's Splendid Ninja Scroll! | Kinji Takigawa/Starninger |         |
| 2016 | Shuriken Sentai Ninninger vs. ToQger the Movie: Ninja in Wonderland             | Kinji Takigawa/Starninger | [ 3 ]   |
| 2017 | Hidamari ga Kikoeru                                                             | Kouhei Sugihara           |         |